# Аль-Баззаз, Абд ар-Рахман
Абдель Рахман аль-Баззаз (араб. عبد الرحمن البزاز‎; 20 февраля 1913, провинция Эр-Рамади, Ирак, Османская империя — 28 июня 1973, Багдад, Ирак) — иракский государственный и политический деятель, премьер-министр Ирака (1965—1966), и. о. президента Ирака (1966).

## Биография
Абдель Рахман аль-Баззаз родился 20 февраля 1913 года в деревне Анс провинции Эр-Рамади в семье сельского учителя. В 1935 году окончил Багдадский юридический колледж, в 1940 году был назначен помощником профессора этого колледжа. Доктор юридических наук, обучался в Багдадском университете и в Лондонском королевском колледже. Автор ряда трудов об арабском национализме, в области права, истории ислама и истории Ирака.
В 1941 году за участие в антибританском студенческом движении в поддержку прогерманского военного переворота во главе с Рашидом Али аль-Гайлани на три года был заключен в тюрьму.
После освобождения в 1944 году занимался частной юридической практикой, одновременно являясь судьёй Верховного суда в Багдаде. В 1953 году стал деканом в Багдадском юридическом колледже, но вскоре был переведён на дипломатическую работу и в 1954—1955 годах служил в иракском представительстве на Кипре. После возвращения в Багдад в 1955 году вернулся на должность декана юридического факультета Багдадского юридического колледжа. После падения монархии в июле 1958 года стал деканом юридического факультета и факультета торговли и экономики Багдадского университета, членом Кассационного суда Ирака.
В 1959 году эмигрировал в Объединённую Арабскую Республику, преподавал в Каирском университете, с 1962 года был директором Высшего арабского института.
С марта 1963 года — (после первого прихода к власти партии БААС) — посол в Египте, затем, с августа 1963 года — в Великобритании.
В 1964—1965 гг. — одновременно председатель ОПЕК .
С 6 сентября 1965 года — заместитель Премьер-министра и министр иностранных дел, исполняющий обязанности министра нефти в правительстве командующего ВВС генерала Арефа Абдул Раззака. После того, как утром 15 сентября 1965 года новый премьер-министр предпринял неудачную попытку военного переворота, президент Ирака маршал Абдул Салам Ареф поручил аль-Баззазу формирование нового кабинета. Вечером 21 сентября 1965 года новое правительство было приведено к присяге. Одновременно был принят закон о роспуске Национального совета руководства революцией и передаче законодательных функций на переходный период Совету министров Ирака. Как премьер-министр аль-Баззаз (первый гражданский глава правительства с 1858 года) выступал за более жёсткое решение проблемы Курдистана, однако продолжал переговоры о её урегулировании.
13-16 апреля 1966 г. — исполняющий обязанности президента Ирака (после гибели Абдул Салам Арефа).
30 июня 1966 года правительству удалось подавить новую попытку военного переворота, предпринятую генералом Абдель Раззаком.
Посетил СССР 27 июля — 2 августа 1966 года, дав новый импульс широкому экономическому и военному сотрудничеству между Советским Союзом и Ираком.
В 1968 году после баасистского переворота был арестован. Летом 1969 года вместе с бывшим министром обороны Абдель Азиз аль-Укейли был осуждён и получил длительный срок тюремного заключения. В 1970 г. из-за проблем со здоровьем был помещен под домашний арест и вскоре скончался.